# Sicherheitskoordinator
Der Begriff Sicherheitskoordinator bezeichnet einen im Zusammenhang mit polizeilichen oder auch politischen Aufgaben betrauten Experten.
Die Europäische Union beschäftigt seit Anfang 2004 einen Sicherheitskoordinator. Im Kampf gegen Terror soll Gijs de Vries die Polizei- und Geheimdienstinformationen der Mitgliedsländer koordinieren und somit höhere Effektivität erzielen.
Insbesondere bei Staatsbesuchen und im Vorfeld großer Veranstaltungen (Weltmeisterschaften, Europameisterschaften etc.) werden spezielle meist im Polizeidienst stehende Personen als Koordinator der Schutzmaßnahmen für die Beteiligten berufen. Er soll Problematiken rechtzeitig erkennen und Maßnahmen einleiten um Katastrophen oder Unfälle zu verhindern.

## Verweise
- Fachkraft für Arbeitssicherheit
- Gemeinsame Sicherheits- und Verteidigungspolitik